# 1925 год в спорте
Список 1925 год в спорте перечисляет спортивные события, произошедшие в 1925 году.

## СССР

### Футбол
- ФК «Красная Пресня» в сезоне 1925;
- Созданы клубы:
  - Горняк» (Кривой Рог);
  - Динамо» (Воронеж);
  - Динамо» (Днепропетровск);
  - Динамо» (Сталинград);
  - Динамо» (Харьков);
  - Темп» (Киев);
  - Металлист;
  - Зенит (футбольный клуб, Санкт-Петербург);

### Шахматы
- Москва 1925;
- Чемпионат СССР по шахматам 1925;
- Чемпионат УССР по шахматам 1925;

## Международные события
- Дальневосточные игры 1925;
- Баден-Баден 1925;
- Создан баскетбольный клуб «Теута»;

### Чемпионаты Европы
- Чемпионат Европы по боксу 1925;
- Чемпионат Европы по конькобежному спорту 1925;
- Чемпионат Европы по фигурному катанию 1925;

### Чемпионаты мира
- Чемпионат мира по лыжным видам спорта 1925;
- Чемпионат мира по международным шашкам среди мужчин 1925;
- Чемпионат мира по фигурному катанию 1925;

### Футбол
- Кубок Нидерландов по футболу 1925;
- Матчи сборной Польши по футболу 1925;
- Матчи сборной СССР по футболу 1925;
- Финал Кубка Нидерландов по футболу 1925;
- Футбольная лига Англии 1924/1925;
- Футбольная лига Англии 1925/1926;
- Чемпионат Исландии по футболу 1925;
- Чемпионат Латвии по футболу 1925;
- Чемпионат Польши по футболу 1925;
- Чемпионат Северной Ирландии по футболу 1924/1925;
- Чемпионат Северной Ирландии по футболу 1925/1926;
- Чемпионат Югославии по футболу 1925;
- Созданы клубы:
  - «Аморебьета»;
  - «Аполония»;
  - «Барселона» (Гуаякиль);
  - «Беса»;
  - «Боливар»;
  - «Будучност» (Подгорица);
  - «Видовре»;
  - «Вихрен»;
  - «Волгарь»;
  - «Газовик-Хуртовина»;
  - «Гёзтепе»;
  - «Говерла»;
  - «ИК Браге»;
  - «Индепендьенте» (Асунсьон);
  - «Колледж Европа»;
  - «Леотар»;
  - «Марафон»;
  - «Мерсин Идманюрду»;
  - «Мирасол»;
  - «Нельба»;
  - «Новельда»;
  - «Ньор»;
  - ОФИ;
  - «Пенья Спорт»;
  - Порин Паллойлият;
  - «Сант-Андреу»;
  - «Слобода» (Ужице);
  - «Тернана»;
  - «Теута»;
  - «Трези»;
  - «Унион» (Люксембург);
  - «Эммен»;
  - «Этуаль дю Сахель»;
- Расформирован клуб «Ривер Плейт» (Монтевидео);

### Хоккей с шайбой
- НХЛ в сезоне 1924/1925;
- НХЛ в сезоне 1925/1926;
- Чемпионат Европы по хоккею с шайбой 1925;
- Созданы клубы:
  - «Жилина»;
  - «Нью-Йорк Американс»;
  - «Одзи Иглз»;
  - «Питтсбург Пайрэтс»;
- Расформирован клуб «Гамильтон Тайгерз»;

## Персоналии

### Родились
- 24 февраля — Альберто Марсон, бразильский баскетболист, призёр Олимпиады-1948 и международных американских игр.
- 24 февраля — Линн Чандноис (англ. Lynn Chandnois) — выдающийся игрок в американский футбол из США (ум. 2011).